# Capparis grandipetala
Capparis grandipetala là một loài thực vật có hoa trong họ Capparaceae. Loài này được Maguire & Steyerm. mô tả khoa học đầu tiên năm 1989.